# Trichilia obovata
Trichilia obovata là một loài thực vật có hoa trong họ Meliaceae. Loài này được W. Palacios miêu tả khoa học đầu tiên năm 1994.